# Капустино (Черкасская область)
Капу́стино (укр. Капустине) — село в Шполянском районе Черкасской области Украины.
Население по переписи 2001 года составляло 668 человек. Почтовый индекс — 20622. Телефонный код — 4741.

## Местный совет
20622, Черкасская обл., Шполянский р-н, с. Капустино